# Цирекидзе, Реваз
Реваз С. Цирекидзе (груз. რევაზ ცირეკიძე; 28 марта 1934, Кутаиси — 17 января 2007, Тбилиси) — советский фехтовальщик-шпажист. Участник летних Олимпийских игр 1956 года. Мастер спорта СССР (1955).

## Биография
Родился 28 марта 1934 года в городе Кутаиси (ныне — Грузия).
Выступал в соревнованиях по фехтованию за тбилисский «Буревестник». В 1955 году завоевал серебряную медаль чемпионата СССР в личном турнире шпажистов, в 1957 году — золотую.
В 1956 году вошёл в состав сборной СССР на летних Олимпийских играх в Мельбурне. В личном турнире шпажистов занял в группе 1/8 финала 5-е место, победив Гюнтера Стратмана из ОГК — 5:4, Сиху Сукарно из Индонезии — 5:2, Эмилиано Камарго из Колумбии — 5:2 и Масаюки Сано из Японии — 5:0, проиграв Бернду-Отто Ребиндеру из Швеции — 3:5, Айвану Лунду из Австралии — 4:5 и Жаку Дебёру из Бельгии — 4:5. В командном турнире шпажистов сборная СССР, за которую также выступали Арнольд Чернушевич, Валентин Черников, Лев Сайчук, Йозас Удрас и Валентин Вдовиченко, в четвертьфинальной группе победила Швецию — 9:7 и Колумбию — 15:1, в полуфинальной группе уступила Великобритании — 6:10 и Франции — 7:9.
Умер 27 января 2007 года в Тбилиси. Похоронен на Сабурталинском кладбище в Тбилиси.